# Bojanja vas
Bojanja vas – wieś w Słowenii, w gminie Metlika. W 2018 roku liczyła 117 mieszkańców.